# Rhynchorfelia rufa
Rhynchorfelia rufa är en tvåvingeart som beskrevs av Loïc Matile 1988. Rhynchorfelia rufa ingår i släktet Rhynchorfelia och familjen platthornsmyggor.
Artens utbredningsområde är Nya Kaledonien. Inga underarter finns listade i Catalogue of Life.